# Esteve Paluzie i Cantalozella
Esteve Paluzie i Cantalozella   (Olot, 26 de gener de 1806 - Barcelona, 9 de juliol de 1873) fou un paleògraf, pedagog i antiquari liberal català.

## Biografia
Fill d'Esteve Paluzie i Bellapart, fabricant de mitges nascut a Calella, i de Sabina Cantalozella i Masmitjà, natural d'Olot, i net d'Esteve Paluzie i Rovaud, fabricant de mitges de cotó, natural de Clarmont d'Erau, i de Teresa Bellapart i Noguer. Després de cursar estudis de mestre a València, Esteve Paluzie obrí el seu primer col·legi a Barberà del Vallès, des d'on passà a Sabadell i posteriorment a València, on s'hagué de refugiar a causa de la persecució a què era sotmès per raó dels seus ideals liberals.
El 1840 tornà a Barcelona, on obrí una escola que comptà amb els millors mètodes d'ensenyament. Quatre anys després fundà el diari El Pregonero (que canvià després el nom pel de El Avisador Barcelonès i més tard pel de El Barcelonés).
El 1845 començà a publicar El Instructor de la Juventud i fundà després una editorial destinada a la impressió de llibres per a un ensenyament primari, tasca que el va fer decidir a tancar l'escola. Va regalar, l'any 1856, una col·lecció de quadres paleogràfics a l'Escola de Diplomàtica, li fou concedida la Creu de Carles III i el nomenaren membre corresponent de l'Acadèmia de la Història.
Era membre de diverses entitats científiques nacionals, estatals i estrangeres, i exercí el càrrec d'inspector d'antiguitats de València, Aragó i Catalunya.
De les nombroses obres que va publicar, cal citar-ne: Elementos de aritmètica mercantil (1832); Tratado de Urbanidad (1839) –que es va reeditar diverses vegades–; La taquigrafía al alcance de todos (1844); Silabario Intuitivo (1867); i Olot, su comarca, sus extinguidos volcanes (1860), i Blasones españoles y apuntes históricos de las 49 capitales de provincia (1869). El seu gran èxit editorial fou l'obra Paleografías españolas, que constitueix una aportació impressora important, pels difícils procediments de reproducció de què s'hagué de valer.
Hom li reconeix la reinstauració de la Festa Major olotina, a mitjan segle xix, amb unes característiques semblants a les d'avui dia.

## La família Paluzie

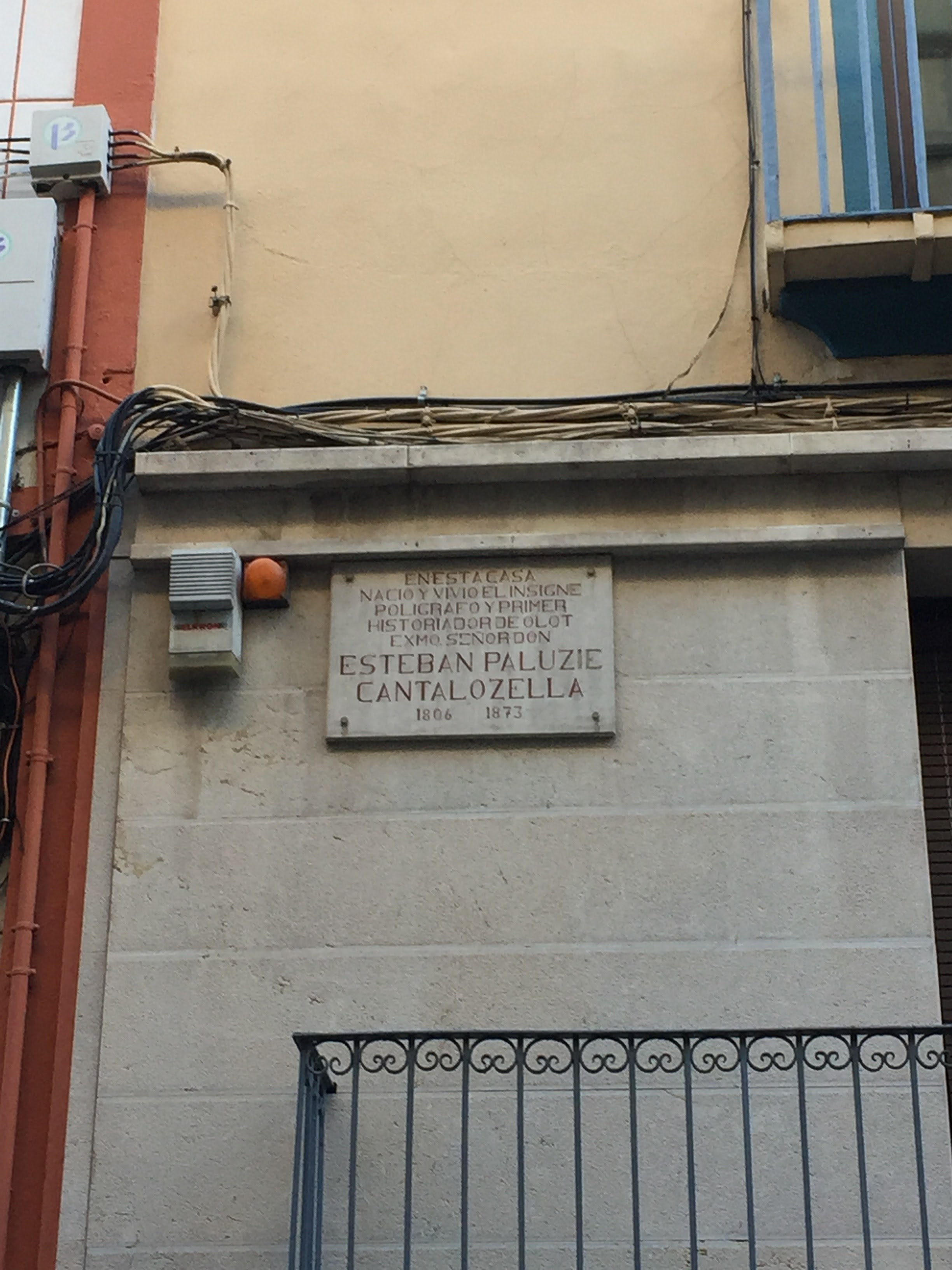
Placa al lloc de naixement

Fou pare de Faustí Paluzie i Tallé (1833-1901), editor de Barcelona molt rellevant en el camp dels llibres educatius i material d'ensenyament per a infants, i avi de Josep Paluzie i Lucena (1860-1938), enginyer, esperantista i destacat escriptor i problemista d'escacs, i d'Alfred Paluzie i Lucena, arquitecte modernista, i besavi d'Antoni Paluzie i Borrell (Barcelona, 1899-1984), astrònom i divulgador científic en temes astronòmics, de Jesús Paluzie i Borrell, farmacèutic, químic i impulsor del georgisme i l'esperanto a Barcelona, i de Mercedes Paluzíe i Borrell, pintora i escriptora de llibres infantils i nenes adolescents sota el pseudònim Florencia de Arquer. També és descendent seva l'economista Elisenda Paluzie.